# Dragondoor
Dragondoor (ドラゴンドア Doragondoa?), también conocida como d2P, fue una empresa de lucha libre profesional japonesa.
Fundada por Noriaki Kawabata y extraoficialmente bajo la enseña de Toryumon, la promoción contó con una gran variedad de luchadores de Japón y México. Entre ellos se encontraban varios recientes despidos de Dragon Gate, una empresa que se acababa de escindir del sistema Toryumon un año antes, lo que hizo a Dragondoor una respuesta directa contra Dragon Gate. La empresa, sin embargo, no duró mucho, y cerró en 2006 por problemas económicos. El mismo año fue reabierta bajo el nombre de Pro Wrestling El Dorado.

## Historia
Dragondoor fue creada el 27 de abril de 2005 por Noriaki Kawabata, quien acababa de ser despedido de Dragon Gate. El primer programa de la empresa fue celebrado el 19 de julio de ese mismo año en el Korakuen Hall de Tokio. Usando los colores negro y azul en oposición al rojo y negro de Dragon Gate, Dragondoor usó un logo similar al de Livedoor, debido a un acuerdo económico entre ambas empresas. El evento principal de la noche fue protagonizado por el grupo Aagan Iisou (Takuya Sugawara, Shuji Kondo & YASSHI), cuyos miembros habían sido despedidos de Dragon Gate por causas desconocidas.
La relación entre Dragondoor y Dragon Gate fue delicada, ya que esa misma noche Magnum TOKYO y BxB Hulk -por entonces luchadores de Dragon Gate- intentaron entrar en Korakuen, pero Kawabata les negó la entrada; Magnum incluso llegó a ofrecerse para luchar, pero Noriaki continuó firme, lo que ocasionó que TOKYO le preguntase si de verdad iban a llegar a 100 shows al año, como Dragon Gate. Además, durante el evento YASSHI protagonizó un promo en contra de Little Dragon en el que le insultaba a él y a K-ness, luchador de Dragon Gate que poseía un gimmick parecido.
A pesar de su éxito inicial, Dragondoor se enfrentó a varios problemas desde el principio. Taiji Ishimori, quien se suponía que sería el principal face de la empresa, no logró conectar con los fanes, mientras que Shuji Kondo y su grupo heel obtuvieron todo el apoyo del público. Además, se contrató a una enorme cantidad de luchadores, a todas luces demasiada para los programas iniciales, lo que creó una situación más bien caótica. A pesar de contar con luchadores jóvenes y populares de Japón y México, el interés del público en ellos fue escaso, ya que Aagan Iisou acaparaba toda la popularidad. Para empeorar las cosas, la empresa patrocinadora Livedoor sufrió en enero de 2006 un escándalo por fraude, con lo que Dragondoor perdió su apoyo. Finalmente, después de 6 programas (de los cuales solo 4 fueron transmitidos por Samurai! TV), Dragondoor cerró el 7 de febrero de 2006 con un amplio show protagonizado por una reunión de Italian Connection, siendo después Dragondoor declarada inactiva A pesar de ello, Milano Collection A.T. y Skayde representaron a Dragondoor en el Tag World Grand Prix de Chikara que se disputó los días 25 y 26 de febrero de 2006.
El 23 de febrero, se llevó a cabo una conferencia de prensa en la que se anunció la reapertura de Dragondoor, esta vez bajo el nombre de Pro Wrestling El Dorado 〜 The Next DOOR Project.

## Torneos

### Aquamarine Cup Tag Tournament
Aquamarine Cup Tag Tournament fue un torneo en parejas, y fue el único torneo que alcanzó a organizar Dragondoor. Este torneo, que fue ganado por Aagan Iisou, se disputó en el Chiba Aquamarine Studio y no fue televisado.
- 2006: Aagan Iisou (Shuji Kondo & YASSHI)

## Roster
| - dragondoor Seikigun (Taiji Ishimori, Little Dragon y Milanito Collection a.t.) | - Aagan Iisou (Shūji Kondō, "brother" YASSHI, Takuya Sugawara, Toru Owashi y Shogo Takagi) |

### Invitados
| - Kōta Ibushi - Último Dragón - Último Guerrero - First Tiger Mask - Gran Hamada - Solar - Ultraman - Jinsei Shinzaki - Shinjitsu Nohashi - Extreme Tiger - Joe Líder - Sara Del Rey | - Kana - Masao Orihara - Sasuke the Great #2 - Osamu Namiguchi - Lambo Miura - Brazo de Oro - Brazo de Plata - Maximo - Rey Bucanero - MAZADA - Kagetora - Ikuto Hidaka | - Mineo Fujita - Gamma - Yoshihito Sasaki - Shannon Moore - Toshiaki Kawada - Shu Sato - Kei Sato - Mototsugu Shimizu - Milano Collection A.T. - Skayde |